# ثنائي ميثيل إيثانولامين
ثنائي ميثيل إيثانولامين (DMAE أو DMEA) هو مركب عضوي بالصيغة (CH 3 ) 2 NCH 2 CH 2 OH. إنه ثنائي الوظيفة، ويحتوي على كل من مجموعات وظيفية أمين من الدرجة الثالثة ومجموعة كحول أولية. إنه سائل لزج عديم اللون. يتم استخدامه في منتجات العناية بالبشرة لتحسين لون البشرة وأيضًا يتم تناوله عن طريق الفم باعتباره منشط الذهن. يتم تحضيره عن طريق إيثوكسيليشن من ثنائي ميثيل أمين.

## الاستخدامات الصناعية
ثنائي ميثيل إيثانولامين مقدمة لمواد كيميائية أخرى، مثل خردل النيتروجين 2-ثنائي ميثيل أمين إيثيل كلوريد. يستخدم إستر الأكريلات كعامل تلبد. تستخدم المركبات ذات الصلة في تنقية الغاز، مثل إزالة كبريتيد الهيدروجين من تيارات الغازات الحامضة.

## الاستخدام
يُباع ملح bitartrate لثنائي ميثيل إيثانولامين، أي 2-dimethylaminoethanol (+) - bitartrate، كمكمل غذائي. إنه مسحوق أبيض يوفر 37٪ من ثنائي ميثيل إيثانولامين.